# Lista di asteroidi (163001-164000)
Di seguito una lista di asteroidi dal numero 163001 al 164000 con data di scoperta e scopritore.

## 163001-163100
| Nome     | Designazione provvisoria | Data di scoperta  | Scopritore      |
| -------- | ------------------------ | ----------------- | --------------- |
| 163001 - | 2001 SE170               | 20 settembre 2001 | LINEAR          |
| 163002 - | 2001 SX175               | 16 settembre 2001 | LINEAR          |
| 163003 - | 2001 SN226               | 19 settembre 2001 | LINEAR          |
| 163004 - | 2001 SK234               | 19 settembre 2001 | LINEAR          |
| 163005 - | 2001 SX265               | 25 settembre 2001 | Yeung, W. K. Y. |
| 163006 - | 2001 SY275               | 24 settembre 2001 | LINEAR          |
| 163007 - | 2001 SD308               | 21 settembre 2001 | LINEAR          |
| 163008 - | 2001 ST324               | 16 settembre 2001 | LINEAR          |
| 163009 - | 2001 TS35                | 14 ottobre 2001   | LINEAR          |
| 163010 - | 2001 TM45                | 14 ottobre 2001   | Yeung, W. K. Y. |
| 163011 - | 2001 TK75                | 13 ottobre 2001   | LINEAR          |
| 163012 - | 2001 TC220               | 14 ottobre 2001   | LINEAR          |
| 163013 - | 2001 TG230               | 15 ottobre 2001   | NEAT            |
| 163014 - | 2001 UA5                 | 17 ottobre 2001   | LINEAR          |
| 163015 - | 2001 UX16                | 21 ottobre 2001   | NEAT            |
| 163016 - | 2001 UD52                | 17 ottobre 2001   | LINEAR          |
| 163017 - | 2001 UP79                | 20 ottobre 2001   | LINEAR          |
| 163018 - | 2001 UY97                | 17 ottobre 2001   | LINEAR          |
| 163019 - | 2001 UB116               | 22 ottobre 2001   | LINEAR          |
| 163020 - | 2001 VT47                | 9 novembre 2001   | LINEAR          |
| 163021 - | 2001 WE14                | 17 novembre 2001  | LINEAR          |
| 163022 - | 2001 WS28                | 17 novembre 2001  | LINEAR          |
| 163023 - | 2001 XU1                 | 8 dicembre 2001   | LINEAR          |
| 163024 - | 2001 XF10                | 9 dicembre 2001   | LINEAR          |
| 163025 - | 2001 XG10                | 9 dicembre 2001   | LINEAR          |
| 163026 - | 2001 XR30                | 11 dicembre 2001  | LINEAR          |
| 163027 - | 2001 XX56                | 10 dicembre 2001  | LINEAR          |
| 163028 - | 2001 XQ69                | 11 dicembre 2001  | LINEAR          |
| 163029 - | 2001 XH104               | 15 dicembre 2001  | LINEAR          |
| 163030 - | 2001 XM107               | 10 dicembre 2001  | LINEAR          |
| 163031 - | 2001 XW117               | 13 dicembre 2001  | LINEAR          |
| 163032 - | 2001 XG119               | 13 dicembre 2001  | LINEAR          |
| 163033 - | 2001 XX142               | 14 dicembre 2001  | LINEAR          |
| 163034 - | 2001 XM175               | 14 dicembre 2001  | LINEAR          |
| 163035 - | 2001 XK176               | 14 dicembre 2001  | LINEAR          |
| 163036 - | 2001 XZ179               | 14 dicembre 2001  | LINEAR          |
| 163037 - | 2001 XU180               | 14 dicembre 2001  | LINEAR          |
| 163038 - | 2001 XP181               | 14 dicembre 2001  | LINEAR          |
| 163039 - | 2001 XG189               | 14 dicembre 2001  | LINEAR          |
| 163040 - | 2001 XV196               | 14 dicembre 2001  | LINEAR          |
| 163041 - | 2001 XR203               | 11 dicembre 2001  | LINEAR          |
| 163042 - | 2001 XH205               | 11 dicembre 2001  | LINEAR          |
| 163043 - | 2001 XC211               | 11 dicembre 2001  | LINEAR          |
| 163044 - | 2001 XB213               | 11 dicembre 2001  | LINEAR          |
| 163045 - | 2001 XZ214               | 13 dicembre 2001  | LINEAR          |
| 163046 - | 2001 XR233               | 15 dicembre 2001  | LINEAR          |
| 163047 - | 2001 XS237               | 15 dicembre 2001  | LINEAR          |
| 163048 - | 2001 XJ240               | 15 dicembre 2001  | LINEAR          |
| 163049 - | 2001 XS240               | 15 dicembre 2001  | LINEAR          |
| 163050 - | 2001 XN252               | 14 dicembre 2001  | LINEAR          |
| 163051 - | 2001 YJ4                 | 22 dicembre 2001  | NEAT            |
| 163052 - | 2001 YJ9                 | 17 dicembre 2001  | LINEAR          |
| 163053 - | 2001 YF11                | 17 dicembre 2001  | LINEAR          |
| 163054 - | 2001 YL18                | 17 dicembre 2001  | LINEAR          |
| 163055 - | 2001 YL61                | 18 dicembre 2001  | LINEAR          |
| 163056 - | 2001 YM70                | 18 dicembre 2001  | LINEAR          |
| 163057 - | 2001 YF74                | 18 dicembre 2001  | LINEAR          |
| 163058 - | 2001 YV78                | 18 dicembre 2001  | LINEAR          |
| 163059 - | 2001 YN90                | 18 dicembre 2001  | LINEAR          |
| 163060 - | 2001 YC96                | 18 dicembre 2001  | NEAT            |
| 163061 - | 2001 YV98                | 17 dicembre 2001  | LINEAR          |
| 163062 - | 2001 YC105               | 17 dicembre 2001  | LINEAR          |
| 163063 - | 2001 YM108               | 17 dicembre 2001  | LINEAR          |
| 163064 - | 2001 YN117               | 18 dicembre 2001  | LINEAR          |
| 163065 - | 2001 YC131               | 17 dicembre 2001  | LINEAR          |
| 163066 - | 2001 YH143               | 17 dicembre 2001  | LINEAR          |
| 163067 - | 2002 AP3                 | 6 gennaio 2002    | NEAT            |
| 163068 - | 2002 AP5                 | 9 gennaio 2002    | Kobayashi, T.   |
| 163069 - | 2002 AD6                 | 5 gennaio 2002    | Spacewatch      |
| 163070 - | 2002 AO7                 | 8 gennaio 2002    | LINEAR          |
| 163071 - | 2002 AD8                 | 5 gennaio 2002    | Spacewatch      |
| 163072 - | 2002 AD12                | 10 gennaio 2002   | CINEOS          |
| 163073 - | 2002 AX12                | 10 gennaio 2002   | CINEOS          |
| 163074 - | 2002 AD14                | 12 gennaio 2002   | Yeung, W. K. Y. |
| 163075 - | 2002 AP17                | 9 gennaio 2002    | LINEAR          |
| 163076 - | 2002 AU19                | 8 gennaio 2002    | LINEAR          |
| 163077 - | 2002 AP20                | 6 gennaio 2002    | NEAT            |
| 163078 - | 2002 AF21                | 8 gennaio 2002    | LINEAR          |
| 163079 - | 2002 AR21                | 9 gennaio 2002    | LINEAR          |
| 163080 - | 2002 AA28                | 7 gennaio 2002    | LONEOS          |
| 163081 - | 2002 AG29                | 13 gennaio 2002   | NEAT            |
| 163082 - | 2002 AN39                | 9 gennaio 2002    | LINEAR          |
| 163083 - | 2002 AF51                | 9 gennaio 2002    | LINEAR          |
| 163084 - | 2002 AZ53                | 9 gennaio 2002    | LINEAR          |
| 163085 - | 2002 AC62                | 11 gennaio 2002   | LINEAR          |
| 163086 - | 2002 AS71                | 8 gennaio 2002    | LINEAR          |
| 163087 - | 2002 AN74                | 8 gennaio 2002    | LINEAR          |
| 163088 - | 2002 AO74                | 8 gennaio 2002    | LINEAR          |
| 163089 - | 2002 AU77                | 8 gennaio 2002    | LINEAR          |
| 163090 - | 2002 AK80                | 8 gennaio 2002    | LINEAR          |
| 163091 - | 2002 AS80                | 8 gennaio 2002    | LINEAR          |
| 163092 - | 2002 AR81                | 9 gennaio 2002    | LINEAR          |
| 163093 - | 2002 AT100               | 8 gennaio 2002    | LINEAR          |
| 163094 - | 2002 AU100               | 8 gennaio 2002    | LINEAR          |
| 163095 - | 2002 AE102               | 8 gennaio 2002    | LINEAR          |
| 163096 - | 2002 AQ105               | 9 gennaio 2002    | LINEAR          |
| 163097 - | 2002 AJ106               | 9 gennaio 2002    | LINEAR          |
| 163098 - | 2002 AU106               | 9 gennaio 2002    | LINEAR          |
| 163099 - | 2002 AX107               | 9 gennaio 2002    | LINEAR          |
| 163100 - | 2002 AA108               | 9 gennaio 2002    | LINEAR          |

## 163101-163200
| Nome                | Designazione provvisoria | Data di scoperta | Scopritore                 |
| ------------------- | ------------------------ | ---------------- | -------------------------- |
| 163101 -            | 2002 AU112               | 9 gennaio 2002   | LINEAR                     |
| 163102 -            | 2002 AQ125               | 11 gennaio 2002  | LINEAR                     |
| 163103 -            | 2002 AP126               | 13 gennaio 2002  | LINEAR                     |
| 163104 -            | 2002 AO129               | 13 gennaio 2002  | LINEAR                     |
| 163105 -            | 2002 AC139               | 9 gennaio 2002   | LINEAR                     |
| 163106 -            | 2002 AE140               | 13 gennaio 2002  | LINEAR                     |
| 163107 -            | 2002 AN143               | 13 gennaio 2002  | LINEAR                     |
| 163108 -            | 2002 AS152               | 14 gennaio 2002  | LINEAR                     |
| 163109 -            | 2002 AR156               | 13 gennaio 2002  | LINEAR                     |
| 163110 -            | 2002 AQ162               | 13 gennaio 2002  | LINEAR                     |
| 163111 -            | 2002 AC166               | 13 gennaio 2002  | LINEAR                     |
| 163112 -            | 2002 AD172               | 14 gennaio 2002  | LINEAR                     |
| 163113 -            | 2002 AJ175               | 14 gennaio 2002  | LINEAR                     |
| 163114 -            | 2002 AR177               | 14 gennaio 2002  | LINEAR                     |
| 163115 -            | 2002 AF191               | 11 gennaio 2002  | Spacewatch                 |
| 163116 -            | 2002 AE197               | 14 gennaio 2002  | Spacewatch                 |
| 163117 -            | 2002 AK197               | 13 gennaio 2002  | LINEAR                     |
| 163118 -            | 2002 AS197               | 14 gennaio 2002  | NEAT                       |
| 163119 Timmckay     | 2002 AO208               | 9 gennaio 2002   | Sloan Digital Sky Survey   |
| 163120 -            | 2002 BW1                 | 21 gennaio 2002  | Yeung, W. K. Y.            |
| 163121 -            | 2002 BY9                 | 18 gennaio 2002  | LINEAR                     |
| 163122 -            | 2002 BL11                | 19 gennaio 2002  | LINEAR                     |
| 163123 -            | 2002 BM15                | 19 gennaio 2002  | LINEAR                     |
| 163124 -            | 2002 BC22                | 21 gennaio 2002  | LINEAR                     |
| 163125 -            | 2002 BN29                | 20 gennaio 2002  | LONEOS                     |
| 163126 -            | 2002 BO29                | 20 gennaio 2002  | LONEOS                     |
| 163127 -            | 2002 BB30                | 21 gennaio 2002  | LONEOS                     |
| 163128 -            | 2002 CN                  | 2 febbraio 2002  | NEAT                       |
| 163129 -            | 2002 CH1                 | 3 febbraio 2002  | NEAT                       |
| 163130 -            | 2002 CB5                 | 4 febbraio 2002  | NEAT                       |
| 163131 -            | 2002 CF6                 | 4 febbraio 2002  | NEAT                       |
| 163132 -            | 2002 CU11                | 7 febbraio 2002  | LINEAR                     |
| 163133 -            | 2002 CV13                | 8 febbraio 2002  | Yeung, W. K. Y.            |
| 163134 -            | 2002 CM16                | 6 febbraio 2002  | LINEAR                     |
| 163135 -            | 2002 CT22                | 5 febbraio 2002  | NEAT                       |
| 163136 -            | 2002 CX27                | 6 febbraio 2002  | LINEAR                     |
| 163137 -            | 2002 CY28                | 6 febbraio 2002  | LINEAR                     |
| 163138 -            | 2002 CA37                | 7 febbraio 2002  | LINEAR                     |
| 163139 -            | 2002 CQ39                | 11 febbraio 2002 | Yeung, W. K. Y.            |
| 163140 -            | 2002 CU47                | 3 febbraio 2002  | NEAT                       |
| 163141 -            | 2002 CS50                | 12 febbraio 2002 | Yeung, W. K. Y.            |
| 163142 -            | 2002 CD51                | 12 febbraio 2002 | Yeung, W. K. Y.            |
| 163143 -            | 2002 CH56                | 7 febbraio 2002  | LINEAR                     |
| 163144 -            | 2002 CO80                | 7 febbraio 2002  | LINEAR                     |
| 163145 -            | 2002 CS88                | 7 febbraio 2002  | LINEAR                     |
| 163146 -            | 2002 CS92                | 7 febbraio 2002  | LINEAR                     |
| 163147 -            | 2002 CK95                | 7 febbraio 2002  | LINEAR                     |
| 163148 -            | 2002 CQ95                | 7 febbraio 2002  | LINEAR                     |
| 163149 -            | 2002 CV106               | 7 febbraio 2002  | LINEAR                     |
| 163150 -            | 2002 CE109               | 7 febbraio 2002  | LINEAR                     |
| 163151 -            | 2002 CW111               | 7 febbraio 2002  | LINEAR                     |
| 163152 -            | 2002 CQ112               | 7 febbraio 2002  | LINEAR                     |
| 163153 Takuyaonishi | 2002 CO116               | 12 febbraio 2002 | Nakamura, A.               |
| 163154 -            | 2002 CE123               | 7 febbraio 2002  | LINEAR                     |
| 163155 -            | 2002 CL130               | 7 febbraio 2002  | LINEAR                     |
| 163156 -            | 2002 CX130               | 7 febbraio 2002  | LINEAR                     |
| 163157 -            | 2002 CY130               | 7 febbraio 2002  | LINEAR                     |
| 163158 -            | 2002 CS136               | 8 febbraio 2002  | LINEAR                     |
| 163159 -            | 2002 CX136               | 8 febbraio 2002  | LINEAR                     |
| 163160 -            | 2002 CM146               | 9 febbraio 2002  | LINEAR                     |
| 163161 -            | 2002 CE152               | 10 febbraio 2002 | LINEAR                     |
| 163162 -            | 2002 CG159               | 7 febbraio 2002  | LINEAR                     |
| 163163 -            | 2002 CB165               | 8 febbraio 2002  | LINEAR                     |
| 163164 -            | 2002 CC169               | 8 febbraio 2002  | LINEAR                     |
| 163165 -            | 2002 CC177               | 10 febbraio 2002 | LINEAR                     |
| 163166 -            | 2002 CX177               | 10 febbraio 2002 | LINEAR                     |
| 163167 -            | 2002 CY178               | 10 febbraio 2002 | LINEAR                     |
| 163168 -            | 2002 CL195               | 10 febbraio 2002 | LINEAR                     |
| 163169 -            | 2002 CX199               | 10 febbraio 2002 | LINEAR                     |
| 163170 -            | 2002 CQ218               | 10 febbraio 2002 | LINEAR                     |
| 163171 -            | 2002 CU220               | 10 febbraio 2002 | LINEAR                     |
| 163172 -            | 2002 CV225               | 3 febbraio 2002  | NEAT                       |
| 163173 -            | 2002 CX233               | 11 febbraio 2002 | LINEAR                     |
| 163174 -            | 2002 CX236               | 8 febbraio 2002  | LINEAR                     |
| 163175 -            | 2002 CB239               | 11 febbraio 2002 | LINEAR                     |
| 163176 -            | 2002 CL241               | 11 febbraio 2002 | LINEAR                     |
| 163177 -            | 2002 CM242               | 11 febbraio 2002 | LINEAR                     |
| 163178 -            | 2002 CU247               | 15 febbraio 2002 | LINEAR                     |
| 163179 -            | 2002 CF252               | 4 febbraio 2002  | NEAT                       |
| 163180 -            | 2002 CU270               | 8 febbraio 2002  | Spacewatch                 |
| 163181 -            | 2002 CL272               | 8 febbraio 2002  | LONEOS                     |
| 163182 -            | 2002 CZ278               | 7 febbraio 2002  | Spacewatch                 |
| 163183 -            | 2002 CZ282               | 8 febbraio 2002  | LINEAR                     |
| 163184 -            | 2002 CZ299               | 11 febbraio 2002 | LINEAR                     |
| 163185 -            | 2002 DJ2                 | 19 febbraio 2002 | Yeung, W. K. Y.            |
| 163186 -            | 2002 DA13                | 24 febbraio 2002 | NEAT                       |
| 163187 -            | 2002 DD16                | 19 febbraio 2002 | Spacewatch                 |
| 163188 -            | 2002 ES4                 | 10 marzo 2002    | Asiago-DLR Asteroid Survey |
| 163189 -            | 2002 EU6                 | 6 marzo 2002     | McNaught, R. H.            |
| 163190 -            | 2002 EV7                 | 12 marzo 2002    | Crni Vrh                   |
| 163191 -            | 2002 EQ9                 | 15 marzo 2002    | NEAT                       |
| 163192 -            | 2002 EB11                | 13 marzo 2002    | Crni Vrh                   |
| 163193 -            | 2002 EQ12                | 14 marzo 2002    | Yeung, W. K. Y.            |
| 163194 -            | 2002 EC14                | 5 marzo 2002     | NEAT                       |
| 163195 -            | 2002 EP21                | 10 marzo 2002    | NEAT                       |
| 163196 -            | 2002 EN24                | 5 marzo 2002     | Spacewatch                 |
| 163197 -            | 2002 EZ25                | 10 marzo 2002    | LONEOS                     |
| 163198 -            | 2002 EX27                | 9 marzo 2002     | LINEAR                     |
| 163199 -            | 2002 ED29                | 9 marzo 2002     | LINEAR                     |
| 163200 -            | 2002 EF36                | 9 marzo 2002     | Spacewatch                 |

## 163201-163300
| Nome               | Designazione provvisoria | Data di scoperta | Scopritore                 |
| ------------------ | ------------------------ | ---------------- | -------------------------- |
| 163201 -           | 2002 EB39                | 12 marzo 2002    | Spacewatch                 |
| 163202 -           | 2002 EN40                | 9 marzo 2002     | LINEAR                     |
| 163203 -           | 2002 EZ40                | 9 marzo 2002     | LINEAR                     |
| 163204 -           | 2002 ED41                | 10 marzo 2002    | LINEAR                     |
| 163205 -           | 2002 EP42                | 12 marzo 2002    | LINEAR                     |
| 163206 -           | 2002 EP44                | 9 marzo 2002     | NEAT                       |
| 163207 -           | 2002 EW44                | 10 marzo 2002    | NEAT                       |
| 163208 -           | 2002 EN48                | 12 marzo 2002    | NEAT                       |
| 163209 -           | 2002 EC49                | 12 marzo 2002    | NEAT                       |
| 163210 -           | 2002 EJ49                | 12 marzo 2002    | NEAT                       |
| 163211 -           | 2002 EA50                | 12 marzo 2002    | NEAT                       |
| 163212 -           | 2002 EZ56                | 13 marzo 2002    | LINEAR                     |
| 163213 -           | 2002 EJ62                | 13 marzo 2002    | LINEAR                     |
| 163214 -           | 2002 EY66                | 13 marzo 2002    | LINEAR                     |
| 163215 -           | 2002 EB67                | 13 marzo 2002    | LINEAR                     |
| 163216 -           | 2002 EN68                | 13 marzo 2002    | LINEAR                     |
| 163217 -           | 2002 EY70                | 13 marzo 2002    | LINEAR                     |
| 163218 -           | 2002 EA78                | 11 marzo 2002    | Spacewatch                 |
| 163219 -           | 2002 EM78                | 13 marzo 2002    | Spacewatch                 |
| 163220 -           | 2002 EN85                | 9 marzo 2002     | LINEAR                     |
| 163221 -           | 2002 EN88                | 9 marzo 2002     | LINEAR                     |
| 163222 -           | 2002 EP88                | 9 marzo 2002     | LINEAR                     |
| 163223 -           | 2002 EL90                | 12 marzo 2002    | LINEAR                     |
| 163224 -           | 2002 ES102               | 9 marzo 2002     | Spacewatch                 |
| 163225 -           | 2002 EU102               | 9 marzo 2002     | Spacewatch                 |
| 163226 -           | 2002 EA103               | 9 marzo 2002     | Tenagra II                 |
| 163227 -           | 2002 EA104               | 9 marzo 2002     | LONEOS                     |
| 163228 -           | 2002 EU105               | 9 marzo 2002     | LONEOS                     |
| 163229 -           | 2002 ER117               | 10 marzo 2002    | Spacewatch                 |
| 163230 -           | 2002 EG125               | 12 marzo 2002    | NEAT                       |
| 163231 -           | 2002 EH129               | 13 marzo 2002    | LINEAR                     |
| 163232 -           | 2002 ED135               | 13 marzo 2002    | NEAT                       |
| 163233 -           | 2002 EA139               | 12 marzo 2002    | NEAT                       |
| 163234 -           | 2002 EG140               | 12 marzo 2002    | NEAT                       |
| 163235 -           | 2002 ED149               | 15 marzo 2002    | NEAT                       |
| 163236 -           | 2002 EH149               | 15 marzo 2002    | NEAT                       |
| 163237 -           | 2002 EO151               | 15 marzo 2002    | Spacewatch                 |
| 163238 -           | 2002 EQ151               | 15 marzo 2002    | Spacewatch                 |
| 163239 -           | 2002 EU156               | 10 marzo 2002    | Asiago-DLR Asteroid Survey |
| 163240 -           | 2002 EM157               | 13 marzo 2002    | NEAT                       |
| 163241 -           | 2002 ED161               | 13 marzo 2002    | LINEAR                     |
| 163242 -           | 2002 FE                  | 16 marzo 2002    | NEAT                       |
| 163243 -           | 2002 FB3                 | 18 marzo 2002    | LINEAR                     |
| 163244 Matthewhill | 2002 FU18                | 18 marzo 2002    | Buie, M. W.                |
| 163245 -           | 2002 FW23                | 18 marzo 2002    | Spacewatch                 |
| 163246 -           | 2002 FH28                | 20 marzo 2002    | LINEAR                     |
| 163247 -           | 2002 FP28                | 20 marzo 2002    | LINEAR                     |
| 163248 -           | 2002 FJ38                | 30 marzo 2002    | NEAT                       |
| 163249 -           | 2002 GT                  | 3 aprile 2002    | Spacewatch                 |
| 163250 -           | 2002 GH1                 | 4 aprile 2002    | LINEAR                     |
| 163251 -           | 2002 GX4                 | 10 aprile 2002   | NEAT                       |
| 163252 -           | 2002 GD11                | 14 aprile 2002   | Spacewatch                 |
| 163253 -           | 2002 GS18                | 14 aprile 2002   | LINEAR                     |
| 163254 -           | 2002 GL24                | 13 aprile 2002   | Spacewatch                 |
| 163255 Adrianhill  | 2002 GT27                | 6 aprile 2002    | Buie, M. W.                |
| 163256 -           | 2002 GU35                | 2 aprile 2002    | Spacewatch                 |
| 163257 -           | 2002 GR36                | 2 aprile 2002    | Spacewatch                 |
| 163258 -           | 2002 GT37                | 3 aprile 2002    | LINEAR                     |
| 163259 -           | 2002 GS40                | 4 aprile 2002    | NEAT                       |
| 163260 -           | 2002 GO43                | 4 aprile 2002    | NEAT                       |
| 163261 -           | 2002 GF45                | 4 aprile 2002    | NEAT                       |
| 163262 -           | 2002 GW63                | 8 aprile 2002    | NEAT                       |
| 163263 -           | 2002 GA71                | 9 aprile 2002    | NEAT                       |
| 163264 -           | 2002 GY72                | 9 aprile 2002    | LONEOS                     |
| 163265 -           | 2002 GU73                | 9 aprile 2002    | NEAT                       |
| 163266 -           | 2002 GF75                | 9 aprile 2002    | LINEAR                     |
| 163267 -           | 2002 GQ77                | 9 aprile 2002    | LONEOS                     |
| 163268 -           | 2002 GG81                | 10 aprile 2002   | LINEAR                     |
| 163269 -           | 2002 GX84                | 10 aprile 2002   | LINEAR                     |
| 163270 -           | 2002 GE86                | 10 aprile 2002   | LINEAR                     |
| 163271 -           | 2002 GZ87                | 10 aprile 2002   | LINEAR                     |
| 163272 -           | 2002 GV93                | 9 aprile 2002    | LINEAR                     |
| 163273 -           | 2002 GN102               | 10 aprile 2002   | LINEAR                     |
| 163274 -           | 2002 GP106               | 11 aprile 2002   | LONEOS                     |
| 163275 -           | 2002 GH107               | 11 aprile 2002   | LINEAR                     |
| 163276 -           | 2002 GT107               | 11 aprile 2002   | LINEAR                     |
| 163277 -           | 2002 GO110               | 10 aprile 2002   | LINEAR                     |
| 163278 -           | 2002 GD114               | 11 aprile 2002   | LINEAR                     |
| 163279 -           | 2002 GB117               | 11 aprile 2002   | LINEAR                     |
| 163280 -           | 2002 GF117               | 11 aprile 2002   | LINEAR                     |
| 163281 -           | 2002 GL117               | 11 aprile 2002   | LINEAR                     |
| 163282 -           | 2002 GR119               | 12 aprile 2002   | LINEAR                     |
| 163283 -           | 2002 GV120               | 12 aprile 2002   | Spacewatch                 |
| 163284 -           | 2002 GZ128               | 12 aprile 2002   | LINEAR                     |
| 163285 -           | 2002 GK136               | 12 aprile 2002   | Spacewatch                 |
| 163286 -           | 2002 GT137               | 12 aprile 2002   | LINEAR                     |
| 163287 -           | 2002 GB140               | 13 aprile 2002   | NEAT                       |
| 163288 -           | 2002 GD140               | 13 aprile 2002   | NEAT                       |
| 163289 -           | 2002 GE140               | 13 aprile 2002   | Spacewatch                 |
| 163290 -           | 2002 GE141               | 13 aprile 2002   | NEAT                       |
| 163291 -           | 2002 GT143               | 13 aprile 2002   | Spacewatch                 |
| 163292 -           | 2002 GB151               | 14 aprile 2002   | LINEAR                     |
| 163293 -           | 2002 GL152               | 12 aprile 2002   | NEAT                       |
| 163294 -           | 2002 GZ153               | 12 aprile 2002   | NEAT                       |
| 163295 -           | 2002 HW                  | 16 aprile 2002   | LINEAR                     |
| 163296 -           | 2002 HK2                 | 16 aprile 2002   | LINEAR                     |
| 163297 -           | 2002 HD6                 | 17 aprile 2002   | LINEAR                     |
| 163298 -           | 2002 HG8                 | 18 aprile 2002   | LINEAR                     |
| 163299 -           | 2002 HP16                | 18 aprile 2002   | NEAT                       |
| 163300 -           | 2002 JJ4                 | 5 maggio 2002    | LINEAR                     |

## 163301-163400
| Nome     | Designazione provvisoria | Data di scoperta | Scopritore                           |
| -------- | ------------------------ | ---------------- | ------------------------------------ |
| 163301 - | 2002 JE8                 | 6 maggio 2002    | NEAT                                 |
| 163302 - | 2002 JC12                | 6 maggio 2002    | LONEOS                               |
| 163303 - | 2002 JS15                | 8 maggio 2002    | LINEAR                               |
| 163304 - | 2002 JF25                | 8 maggio 2002    | LINEAR                               |
| 163305 - | 2002 JR35                | 9 maggio 2002    | LINEAR                               |
| 163306 - | 2002 JC42                | 8 maggio 2002    | LINEAR                               |
| 163307 - | 2002 JU45                | 9 maggio 2002    | LINEAR                               |
| 163308 - | 2002 JV45                | 9 maggio 2002    | LINEAR                               |
| 163309 - | 2002 JC59                | 9 maggio 2002    | LINEAR                               |
| 163310 - | 2002 JH60                | 10 maggio 2002   | LINEAR                               |
| 163311 - | 2002 JQ66                | 10 maggio 2002   | LINEAR                               |
| 163312 - | 2002 JE69                | 7 maggio 2002    | LINEAR                               |
| 163313 - | 2002 JG75                | 9 maggio 2002    | LINEAR                               |
| 163314 - | 2002 JY82                | 11 maggio 2002   | LINEAR                               |
| 163315 - | 2002 JT83                | 11 maggio 2002   | LINEAR                               |
| 163316 - | 2002 JO85                | 11 maggio 2002   | LINEAR                               |
| 163317 - | 2002 JM87                | 11 maggio 2002   | LINEAR                               |
| 163318 - | 2002 JC89                | 11 maggio 2002   | LINEAR                               |
| 163319 - | 2002 JB98                | 8 maggio 2002    | LINEAR                               |
| 163320 - | 2002 JS106               | 11 maggio 2002   | NEAT                                 |
| 163321 - | 2002 JY106               | 11 maggio 2002   | NEAT                                 |
| 163322 - | 2002 JJ112               | 11 maggio 2002   | LINEAR                               |
| 163323 - | 2002 JS115               | 15 maggio 2002   | NEAT                                 |
| 163324 - | 2002 JJ116               | 1 maggio 2002    | NEAT                                 |
| 163325 - | 2002 JZ120               | 5 maggio 2002    | NEAT                                 |
| 163326 - | 2002 JF124               | 6 maggio 2002    | NEAT                                 |
| 163327 - | 2002 JR131               | 9 maggio 2002    | NEAT                                 |
| 163328 - | 2002 JU132               | 9 maggio 2002    | NEAT                                 |
| 163329 - | 2002 JO146               | 15 maggio 2002   | NEAT                                 |
| 163330 - | 2002 JJ147               | 9 maggio 2002    | LINEAR                               |
| 163331 - | 2002 KX5                 | 18 maggio 2002   | LINEAR                               |
| 163332 - | 2002 KZ5                 | 18 maggio 2002   | LINEAR                               |
| 163333 - | 2002 KU8                 | 29 maggio 2002   | NEAT                                 |
| 163334 - | 2002 KB15                | 16 maggio 2002   | LINEAR                               |
| 163335 - | 2002 LJ                  | 1 giugno 2002    | LINEAR                               |
| 163336 - | 2002 LE5                 | 5 giugno 2002    | NEAT                                 |
| 163337 - | 2002 LF11                | 5 giugno 2002    | LINEAR                               |
| 163338 - | 2002 LS13                | 6 giugno 2002    | LINEAR                               |
| 163339 - | 2002 LU24                | 1 giugno 2002    | NEAT                                 |
| 163340 - | 2002 LW28                | 9 giugno 2002    | LINEAR                               |
| 163341 - | 2002 LP32                | 11 giugno 2002   | Juels, C. W., Holvorcem, P. R.       |
| 163342 - | 2002 LB44                | 10 giugno 2002   | LINEAR                               |
| 163343 - | 2002 LC53                | 8 giugno 2002    | LINEAR                               |
| 163344 - | 2002 MS2                 | 17 giugno 2002   | NEAT                                 |
| 163345 - | 2002 MK5                 | 24 giugno 2002   | NEAT                                 |
| 163346 - | 2002 NS                  | 4 luglio 2002    | Broughton, J.                        |
| 163347 - | 2002 NK4                 | 3 luglio 2002    | NEAT                                 |
| 163348 - | 2002 NN4                 | 9 luglio 2002    | LINEAR                               |
| 163349 - | 2002 NZ4                 | 10 luglio 2002   | CINEOS                               |
| 163350 - | 2002 NP26                | 9 luglio 2002    | LINEAR                               |
| 163351 - | 2002 NW32                | 13 luglio 2002   | LINEAR                               |
| 163352 - | 2002 NR42                | 15 luglio 2002   | NEAT                                 |
| 163353 - | 2002 NN43                | 15 luglio 2002   | NEAT                                 |
| 163354 - | 2002 NW43                | 11 luglio 2002   | LINEAR                               |
| 163355 - | 2002 NQ49                | 14 luglio 2002   | NEAT                                 |
| 163356 - | 2002 NJ59                | 8 luglio 2002    | Beijing Schmidt CCD Asteroid Program |
| 163357 - | 2002 NH63                | 9 luglio 2002    | NEAT                                 |
| 163358 - | 2002 NN63                | 9 luglio 2002    | NEAT                                 |
| 163359 - | 2002 OJ5                 | 17 luglio 2002   | NEAT                                 |
| 163360 - | 2002 OD7                 | 20 luglio 2002   | NEAT                                 |
| 163361 - | 2002 OX9                 | 21 luglio 2002   | NEAT                                 |
| 163362 - | 2002 OZ14                | 18 luglio 2002   | LINEAR                               |
| 163363 - | 2002 OV19                | 29 luglio 2002   | Ball, L.                             |
| 163364 - | 2002 OD20                | 21 luglio 2002   | NEAT                                 |
| 163365 - | 2002 ON20                | 28 luglio 2002   | NEAT                                 |
| 163366 - | 2002 PM                  | 1 agosto 2002    | CINEOS                               |
| 163367 - | 2002 PP                  | 2 agosto 2002    | CINEOS                               |
| 163368 - | 2002 PF3                 | 3 agosto 2002    | NEAT                                 |
| 163369 - | 2002 PK17                | 6 agosto 2002    | NEAT                                 |
| 163370 - | 2002 PG21                | 6 agosto 2002    | NEAT                                 |
| 163371 - | 2002 PL27                | 6 agosto 2002    | NEAT                                 |
| 163372 - | 2002 PP38                | 6 agosto 2002    | NEAT                                 |
| 163373 - | 2002 PZ39                | 10 agosto 2002   | LINEAR                               |
| 163374 - | 2002 PG44                | 5 agosto 2002    | LINEAR                               |
| 163375 - | 2002 PT48                | 10 agosto 2002   | LINEAR                               |
| 163376 - | 2002 PM54                | 5 agosto 2002    | LINEAR                               |
| 163377 - | 2002 PW62                | 8 agosto 2002    | NEAT                                 |
| 163378 - | 2002 PY78                | 11 agosto 2002   | NEAT                                 |
| 163379 - | 2002 PK85                | 10 agosto 2002   | LINEAR                               |
| 163380 - | 2002 PN86                | 13 agosto 2002   | Ory, M.                              |
| 163381 - | 2002 PV101               | 12 agosto 2002   | LINEAR                               |
| 163382 - | 2002 PZ116               | 14 agosto 2002   | LONEOS                               |
| 163383 - | 2002 PP118               | 13 agosto 2002   | LONEOS                               |
| 163384 - | 2002 PV125               | 14 agosto 2002   | LINEAR                               |
| 163385 - | 2002 PL127               | 14 agosto 2002   | LINEAR                               |
| 163386 - | 2002 PP156               | 11 agosto 2002   | Hönig, S. F.                         |
| 163387 - | 2002 PZ178               | 7 agosto 2002    | NEAT                                 |
| 163388 - | 2002 QG1                 | 16 agosto 2002   | LINEAR                               |
| 163389 - | 2002 QS1                 | 16 agosto 2002   | NEAT                                 |
| 163390 - | 2002 QM4                 | 16 agosto 2002   | NEAT                                 |
| 163391 - | 2002 QU12                | 26 agosto 2002   | NEAT                                 |
| 163392 - | 2002 QH32                | 29 agosto 2002   | NEAT                                 |
| 163393 - | 2002 QR34                | 29 agosto 2002   | NEAT                                 |
| 163394 - | 2002 QC39                | 30 agosto 2002   | Spacewatch                           |
| 163395 - | 2002 QJ42                | 30 agosto 2002   | NEAT                                 |
| 163396 - | 2002 QR43                | 30 agosto 2002   | NEAT                                 |
| 163397 - | 2002 QU49                | 20 agosto 2002   | Matson, R.                           |
| 163398 - | 2002 QQ55                | 29 agosto 2002   | Hönig, S. F.                         |
| 163399 - | 2002 QT64                | 28 agosto 2002   | NEAT                                 |
| 163400 - | 2002 QK74                | 18 agosto 2002   | NEAT                                 |

## 163401-163500
| Nome             | Designazione provvisoria | Data di scoperta  | Scopritore  |
| ---------------- | ------------------------ | ----------------- | ----------- |
| 163401 -         | 2002 QP83                | 17 agosto 2002    | NEAT        |
| 163402 -         | 2002 QA86                | 17 agosto 2002    | NEAT        |
| 163403 -         | 2002 QT86                | 17 agosto 2002    | NEAT        |
| 163404 -         | 2002 QD90                | 19 agosto 2002    | NEAT        |
| 163405 -         | 2002 QL103               | 24 agosto 2002    | NEAT        |
| 163406 -         | 2002 RN2                 | 4 settembre 2002  | LONEOS      |
| 163407 -         | 2002 RH5                 | 3 settembre 2002  | NEAT        |
| 163408 -         | 2002 RC7                 | 2 settembre 2002  | Spacewatch  |
| 163409 -         | 2002 RC12                | 4 settembre 2002  | LONEOS      |
| 163410 -         | 2002 RK18                | 4 settembre 2002  | LONEOS      |
| 163411 -         | 2002 RC23                | 4 settembre 2002  | LONEOS      |
| 163412 -         | 2002 RV25                | 5 settembre 2002  | LINEAR      |
| 163413 -         | 2002 RX25                | 2 settembre 2002  | NEAT        |
| 163414 -         | 2002 RP26                | 4 settembre 2002  | NEAT        |
| 163415 -         | 2002 RW34                | 4 settembre 2002  | LONEOS      |
| 163416 -         | 2002 RO37                | 5 settembre 2002  | LONEOS      |
| 163417 -         | 2002 RC40                | 5 settembre 2002  | LINEAR      |
| 163418 -         | 2002 RS47                | 5 settembre 2002  | LINEAR      |
| 163419 -         | 2002 RK52                | 5 settembre 2002  | LINEAR      |
| 163420 -         | 2002 RD54                | 5 settembre 2002  | LINEAR      |
| 163421 -         | 2002 RD56                | 5 settembre 2002  | LONEOS      |
| 163422 -         | 2002 RM56                | 5 settembre 2002  | LONEOS      |
| 163423 -         | 2002 RD57                | 5 settembre 2002  | LONEOS      |
| 163424 -         | 2002 RC58                | 5 settembre 2002  | LONEOS      |
| 163425 -         | 2002 RE61                | 5 settembre 2002  | LINEAR      |
| 163426 -         | 2002 RP61                | 5 settembre 2002  | LINEAR      |
| 163427 -         | 2002 RZ61                | 5 settembre 2002  | LINEAR      |
| 163428 -         | 2002 RP63                | 5 settembre 2002  | LINEAR      |
| 163429 -         | 2002 RJ65                | 5 settembre 2002  | LINEAR      |
| 163430 -         | 2002 RO67                | 3 settembre 2002  | NEAT        |
| 163431 -         | 2002 RR67                | 3 settembre 2002  | NEAT        |
| 163432 -         | 2002 RG69                | 4 settembre 2002  | LONEOS      |
| 163433 -         | 2002 RW70                | 4 settembre 2002  | NEAT        |
| 163434 -         | 2002 RY72                | 5 settembre 2002  | LINEAR      |
| 163435 -         | 2002 RF83                | 5 settembre 2002  | LINEAR      |
| 163436 -         | 2002 RT83                | 5 settembre 2002  | LINEAR      |
| 163437 -         | 2002 RM87                | 5 settembre 2002  | LINEAR      |
| 163438 -         | 2002 RV88                | 5 settembre 2002  | LINEAR      |
| 163439 -         | 2002 RK90                | 5 settembre 2002  | LINEAR      |
| 163440 -         | 2002 RM90                | 5 settembre 2002  | LINEAR      |
| 163441 -         | 2002 RB93                | 5 settembre 2002  | LONEOS      |
| 163442 -         | 2002 RN96                | 5 settembre 2002  | LINEAR      |
| 163443 -         | 2002 RL97                | 5 settembre 2002  | LINEAR      |
| 163444 -         | 2002 RJ103               | 5 settembre 2002  | LINEAR      |
| 163445 -         | 2002 RT104               | 5 settembre 2002  | LINEAR      |
| 163446 -         | 2002 RY104               | 5 settembre 2002  | LINEAR      |
| 163447 -         | 2002 RD106               | 5 settembre 2002  | LINEAR      |
| 163448 -         | 2002 RQ113               | 5 settembre 2002  | LINEAR      |
| 163449 -         | 2002 RG116               | 6 settembre 2002  | LINEAR      |
| 163450 -         | 2002 RZ121               | 8 settembre 2002  | NEAT        |
| 163451 -         | 2002 RS122               | 8 settembre 2002  | NEAT        |
| 163452 -         | 2002 RE124               | 9 settembre 2002  | NEAT        |
| 163453 -         | 2002 RW128               | 10 settembre 2002 | NEAT        |
| 163454 -         | 2002 RN129               | 11 settembre 2002 | NEAT        |
| 163455 -         | 2002 RQ132               | 11 settembre 2002 | NEAT        |
| 163456 -         | 2002 RG134               | 10 settembre 2002 | NEAT        |
| 163457 -         | 2002 RV134               | 10 settembre 2002 | NEAT        |
| 163458 -         | 2002 RS138               | 10 settembre 2002 | NEAT        |
| 163459 -         | 2002 RT138               | 10 settembre 2002 | NEAT        |
| 163460 -         | 2002 RP139               | 10 settembre 2002 | NEAT        |
| 163461 -         | 2002 RY157               | 11 settembre 2002 | NEAT        |
| 163462 -         | 2002 RK159               | 11 settembre 2002 | NEAT        |
| 163463 -         | 2002 RQ161               | 12 settembre 2002 | NEAT        |
| 163464 -         | 2002 RO169               | 13 settembre 2002 | NEAT        |
| 163465 -         | 2002 RF174               | 13 settembre 2002 | NEAT        |
| 163466 -         | 2002 RQ175               | 13 settembre 2002 | NEAT        |
| 163467 -         | 2002 RV176               | 13 settembre 2002 | NEAT        |
| 163468 -         | 2002 RZ177               | 13 settembre 2002 | NEAT        |
| 163469 -         | 2002 RG180               | 14 settembre 2002 | Spacewatch  |
| 163470 Kenwallis | 2002 RQ181               | 14 settembre 2002 | Kretlow, M. |
| 163471 -         | 2002 RU185               | 12 settembre 2002 | NEAT        |
| 163472 -         | 2002 RB186               | 12 settembre 2002 | NEAT        |
| 163473 -         | 2002 RB204               | 14 settembre 2002 | NEAT        |
| 163474 -         | 2002 RE212               | 15 settembre 2002 | NEAT        |
| 163475 -         | 2002 RQ212               | 15 settembre 2002 | NEAT        |
| 163476 -         | 2002 RU218               | 14 settembre 2002 | NEAT        |
| 163477 -         | 2002 RG222               | 15 settembre 2002 | NEAT        |
| 163478 -         | 2002 RQ223               | 13 settembre 2002 | NEAT        |
| 163479 -         | 2002 RM229               | 14 settembre 2002 | NEAT        |
| 163480 -         | 2002 RB232               | 15 settembre 2002 | NEAT        |
| 163481 -         | 2002 RW235               | 1 settembre 2002  | Matson, R.  |
| 163482 -         | 2002 RH237               | 15 settembre 2002 | Matson, R.  |
| 163483 -         | 2002 RA274               | 4 settembre 2002  | NEAT        |
| 163484 -         | 2002 SP5                 | 27 settembre 2002 | NEAT        |
| 163485 -         | 2002 SB6                 | 27 settembre 2002 | NEAT        |
| 163486 -         | 2002 SL6                 | 27 settembre 2002 | NEAT        |
| 163487 -         | 2002 SM6                 | 27 settembre 2002 | NEAT        |
| 163488 -         | 2002 ST10                | 27 settembre 2002 | NEAT        |
| 163489 -         | 2002 SE11                | 27 settembre 2002 | NEAT        |
| 163490 -         | 2002 SX11                | 27 settembre 2002 | NEAT        |
| 163491 -         | 2002 SM13                | 27 settembre 2002 | LONEOS      |
| 163492 -         | 2002 SC26                | 28 settembre 2002 | NEAT        |
| 163493 -         | 2002 SV30                | 28 settembre 2002 | NEAT        |
| 163494 -         | 2002 SB31                | 28 settembre 2002 | NEAT        |
| 163495 -         | 2002 SH33                | 28 settembre 2002 | NEAT        |
| 163496 -         | 2002 SY38                | 30 settembre 2002 | LINEAR      |
| 163497 -         | 2002 SX40                | 30 settembre 2002 | NEAT        |
| 163498 -         | 2002 SZ40                | 30 settembre 2002 | NEAT        |
| 163499 -         | 2002 SE41                | 30 settembre 2002 | NEAT        |
| 163500 -         | 2002 SO42                | 28 settembre 2002 | NEAT        |

## 163501-163600
| Nome     | Designazione provvisoria | Data di scoperta  | Scopritore |
| -------- | ------------------------ | ----------------- | ---------- |
| 163501 - | 2002 SG44                | 29 settembre 2002 | Spacewatch |
| 163502 - | 2002 SA46                | 29 settembre 2002 | NEAT       |
| 163503 - | 2002 SU46                | 29 settembre 2002 | NEAT       |
| 163504 - | 2002 SW47                | 30 settembre 2002 | LINEAR     |
| 163505 - | 2002 SW48                | 30 settembre 2002 | LINEAR     |
| 163506 - | 2002 SJ55                | 30 settembre 2002 | LINEAR     |
| 163507 - | 2002 SC56                | 30 settembre 2002 | LINEAR     |
| 163508 - | 2002 SE59                | 16 settembre 2002 | NEAT       |
| 163509 - | 2002 SU60                | 16 settembre 2002 | NEAT       |
| 163510 - | 2002 TR                  | 1 ottobre 2002    | LONEOS     |
| 163511 - | 2002 TL1                 | 1 ottobre 2002    | LONEOS     |
| 163512 - | 2002 TR3                 | 1 ottobre 2002    | LONEOS     |
| 163513 - | 2002 TT3                 | 1 ottobre 2002    | LONEOS     |
| 163514 - | 2002 TN6                 | 1 ottobre 2002    | LONEOS     |
| 163515 - | 2002 TR6                 | 1 ottobre 2002    | LINEAR     |
| 163516 - | 2002 TP13                | 1 ottobre 2002    | LINEAR     |
| 163517 - | 2002 TX13                | 1 ottobre 2002    | LINEAR     |
| 163518 - | 2002 TF18                | 2 ottobre 2002    | LINEAR     |
| 163519 - | 2002 TW20                | 2 ottobre 2002    | LINEAR     |
| 163520 - | 2002 TY20                | 2 ottobre 2002    | LINEAR     |
| 163521 - | 2002 TX21                | 2 ottobre 2002    | LINEAR     |
| 163522 - | 2002 TD22                | 2 ottobre 2002    | LINEAR     |
| 163523 - | 2002 TU23                | 2 ottobre 2002    | LINEAR     |
| 163524 - | 2002 TA25                | 2 ottobre 2002    | LINEAR     |
| 163525 - | 2002 TM26                | 2 ottobre 2002    | LINEAR     |
| 163526 - | 2002 TP38                | 2 ottobre 2002    | LINEAR     |
| 163527 - | 2002 TA40                | 2 ottobre 2002    | LINEAR     |
| 163528 - | 2002 TR41                | 2 ottobre 2002    | LINEAR     |
| 163529 - | 2002 TV41                | 2 ottobre 2002    | LINEAR     |
| 163530 - | 2002 TU42                | 2 ottobre 2002    | LINEAR     |
| 163531 - | 2002 TP44                | 2 ottobre 2002    | LINEAR     |
| 163532 - | 2002 TR44                | 2 ottobre 2002    | LINEAR     |
| 163533 - | 2002 TY46                | 2 ottobre 2002    | LINEAR     |
| 163534 - | 2002 TQ51                | 2 ottobre 2002    | LINEAR     |
| 163535 - | 2002 TM55                | 2 ottobre 2002    | NEAT       |
| 163536 - | 2002 TT55                | 2 ottobre 2002    | NEAT       |
| 163537 - | 2002 TU55                | 2 ottobre 2002    | NEAT       |
| 163538 - | 2002 TF67                | 7 ottobre 2002    | NEAT       |
| 163539 - | 2002 TP67                | 4 ottobre 2002    | NEAT       |
| 163540 - | 2002 TO76                | 1 ottobre 2002    | LONEOS     |
| 163541 - | 2002 TC77                | 1 ottobre 2002    | LONEOS     |
| 163542 - | 2002 TQ84                | 2 ottobre 2002    | NEAT       |
| 163543 - | 2002 TY84                | 2 ottobre 2002    | NEAT       |
| 163544 - | 2002 TK85                | 2 ottobre 2002    | NEAT       |
| 163545 - | 2002 TJ88                | 3 ottobre 2002    | NEAT       |
| 163546 - | 2002 TL90                | 3 ottobre 2002    | NEAT       |
| 163547 - | 2002 TC94                | 3 ottobre 2002    | LINEAR     |
| 163548 - | 2002 TR94                | 3 ottobre 2002    | LINEAR     |
| 163549 - | 2002 TW94                | 3 ottobre 2002    | LINEAR     |
| 163550 - | 2002 TO104               | 4 ottobre 2002    | LINEAR     |
| 163551 - | 2002 TF107               | 3 ottobre 2002    | LINEAR     |
| 163552 - | 2002 TK110               | 2 ottobre 2002    | NEAT       |
| 163553 - | 2002 TP112               | 3 ottobre 2002    | NEAT       |
| 163554 - | 2002 TU114               | 3 ottobre 2002    | NEAT       |
| 163555 - | 2002 TK117               | 3 ottobre 2002    | NEAT       |
| 163556 - | 2002 TY118               | 3 ottobre 2002    | NEAT       |
| 163557 - | 2002 TC121               | 3 ottobre 2002    | NEAT       |
| 163558 - | 2002 TQ123               | 4 ottobre 2002    | NEAT       |
| 163559 - | 2002 TK124               | 4 ottobre 2002    | NEAT       |
| 163560 - | 2002 TL124               | 4 ottobre 2002    | NEAT       |
| 163561 - | 2002 TN125               | 4 ottobre 2002    | NEAT       |
| 163562 - | 2002 TB127               | 4 ottobre 2002    | NEAT       |
| 163563 - | 2002 TM127               | 4 ottobre 2002    | NEAT       |
| 163564 - | 2002 TV128               | 4 ottobre 2002    | NEAT       |
| 163565 - | 2002 TK130               | 4 ottobre 2002    | LINEAR     |
| 163566 - | 2002 TS134               | 4 ottobre 2002    | NEAT       |
| 163567 - | 2002 TU135               | 4 ottobre 2002    | LONEOS     |
| 163568 - | 2002 TF139               | 4 ottobre 2002    | LONEOS     |
| 163569 - | 2002 TY142               | 4 ottobre 2002    | LINEAR     |
| 163570 - | 2002 TJ143               | 4 ottobre 2002    | LINEAR     |
| 163571 - | 2002 TT143               | 4 ottobre 2002    | LINEAR     |
| 163572 - | 2002 TN157               | 5 ottobre 2002    | NEAT       |
| 163573 - | 2002 TL159               | 5 ottobre 2002    | NEAT       |
| 163574 - | 2002 TO159               | 5 ottobre 2002    | NEAT       |
| 163575 - | 2002 TE160               | 5 ottobre 2002    | NEAT       |
| 163576 - | 2002 TE164               | 5 ottobre 2002    | NEAT       |
| 163577 - | 2002 TL169               | 3 ottobre 2002    | NEAT       |
| 163578 - | 2002 TK173               | 4 ottobre 2002    | LINEAR     |
| 163579 - | 2002 TV174               | 4 ottobre 2002    | LINEAR     |
| 163580 - | 2002 TR180               | 14 ottobre 2002   | LINEAR     |
| 163581 - | 2002 TA183               | 4 ottobre 2002    | LINEAR     |
| 163582 - | 2002 TD184               | 4 ottobre 2002    | LINEAR     |
| 163583 - | 2002 TS185               | 4 ottobre 2002    | LINEAR     |
| 163584 - | 2002 TG188               | 4 ottobre 2002    | NEAT       |
| 163585 - | 2002 TO188               | 4 ottobre 2002    | LINEAR     |
| 163586 - | 2002 TQ189               | 5 ottobre 2002    | LINEAR     |
| 163587 - | 2002 TX190               | 1 ottobre 2002    | LINEAR     |
| 163588 - | 2002 TR191               | 5 ottobre 2002    | LONEOS     |
| 163589 - | 2002 TG192               | 5 ottobre 2002    | LONEOS     |
| 163590 - | 2002 TN192               | 5 ottobre 2002    | LONEOS     |
| 163591 - | 2002 TO202               | 4 ottobre 2002    | LINEAR     |
| 163592 - | 2002 TS203               | 4 ottobre 2002    | LINEAR     |
| 163593 - | 2002 TA206               | 4 ottobre 2002    | LINEAR     |
| 163594 - | 2002 TH207               | 4 ottobre 2002    | LINEAR     |
| 163595 - | 2002 TM209               | 6 ottobre 2002    | LINEAR     |
| 163596 - | 2002 TS214               | 4 ottobre 2002    | LINEAR     |
| 163597 - | 2002 TO225               | 8 ottobre 2002    | LONEOS     |
| 163598 - | 2002 TQ230               | 7 ottobre 2002    | NEAT       |
| 163599 - | 2002 TG236               | 6 ottobre 2002    | LINEAR     |
| 163600 - | 2002 TF238               | 7 ottobre 2002    | LONEOS     |

## 163601-163700
| Nome              | Designazione provvisoria | Data di scoperta | Scopritore                  |
| ----------------- | ------------------------ | ---------------- | --------------------------- |
| 163601 -          | 2002 TJ238               | 7 ottobre 2002   | LONEOS                      |
| 163602 -          | 2002 TW238               | 7 ottobre 2002   | LINEAR                      |
| 163603 -          | 2002 TD242               | 9 ottobre 2002   | LONEOS                      |
| 163604 -          | 2002 TM242               | 9 ottobre 2002   | LONEOS                      |
| 163605 -          | 2002 TU243               | 9 ottobre 2002   | Spacewatch                  |
| 163606 -          | 2002 TY257               | 9 ottobre 2002   | LINEAR                      |
| 163607 -          | 2002 TD258               | 9 ottobre 2002   | LINEAR                      |
| 163608 -          | 2002 TW259               | 9 ottobre 2002   | LINEAR                      |
| 163609 -          | 2002 TC260               | 9 ottobre 2002   | LINEAR                      |
| 163610 -          | 2002 TX260               | 9 ottobre 2002   | LINEAR                      |
| 163611 -          | 2002 TW263               | 10 ottobre 2002  | LINEAR                      |
| 163612 -          | 2002 TW276               | 9 ottobre 2002   | LINEAR                      |
| 163613 -          | 2002 TM278               | 10 ottobre 2002  | LINEAR                      |
| 163614 -          | 2002 TQ280               | 10 ottobre 2002  | LINEAR                      |
| 163615 -          | 2002 TG281               | 10 ottobre 2002  | LINEAR                      |
| 163616 -          | 2002 TO281               | 10 ottobre 2002  | LINEAR                      |
| 163617 -          | 2002 TC282               | 10 ottobre 2002  | LINEAR                      |
| 163618 -          | 2002 TG282               | 10 ottobre 2002  | LINEAR                      |
| 163619 -          | 2002 TN286               | 10 ottobre 2002  | LINEAR                      |
| 163620 -          | 2002 TE287               | 10 ottobre 2002  | LINEAR                      |
| 163621 -          | 2002 TP294               | 12 ottobre 2002  | LINEAR                      |
| 163622 -          | 2002 TQ300               | 15 ottobre 2002  | NEAT                        |
| 163623 Miknaitis  | 2002 TR346               | 5 ottobre 2002   | Sloan Digital Sky Survey    |
| 163624 Moorthy    | 2002 TD366               | 10 ottobre 2002  | Sloan Digital Sky Survey    |
| 163625 Munn       | 2002 TU367               | 10 ottobre 2002  | Sloan Digital Sky Survey    |
| 163626 Glatfelter | 2002 UV                  | 27 ottobre 2002  | Young, J. W.                |
| 163627 -          | 2002 UB7                 | 28 ottobre 2002  | NEAT                        |
| 163628 -          | 2002 UH8                 | 28 ottobre 2002  | NEAT                        |
| 163629 -          | 2002 UU9                 | 26 ottobre 2002  | NEAT                        |
| 163630 -          | 2002 UH11                | 29 ottobre 2002  | Tenagra II                  |
| 163631 -          | 2002 UN13                | 28 ottobre 2002  | NEAT                        |
| 163632 -          | 2002 UG18                | 30 ottobre 2002  | NEAT                        |
| 163633 -          | 2002 UT18                | 30 ottobre 2002  | NEAT                        |
| 163634 -          | 2002 UW25                | 30 ottobre 2002  | NEAT                        |
| 163635 -          | 2002 UL26                | 31 ottobre 2002  | LINEAR                      |
| 163636 -          | 2002 UZ27                | 30 ottobre 2002  | NEAT                        |
| 163637 -          | 2002 UU38                | 31 ottobre 2002  | NEAT                        |
| 163638 -          | 2002 UN46                | 31 ottobre 2002  | Uppsala-DLR Asteroid Survey |
| 163639 Tomnash    | 2002 UN51                | 29 ottobre 2002  | Sloan Digital Sky Survey    |
| 163640 Newberg    | 2002 UB59                | 29 ottobre 2002  | Sloan Digital Sky Survey    |
| 163641 Nichol     | 2002 UC68                | 30 ottobre 2002  | Sloan Digital Sky Survey    |
| 163642 -          | 2002 UA70                | 29 ottobre 2002  | NEAT                        |
| 163643 -          | 2002 VO2                 | 1 novembre 2002  | LINEAR                      |
| 163644 -          | 2002 VS3                 | 1 novembre 2002  | NEAT                        |
| 163645 -          | 2002 VB10                | 1 novembre 2002  | NEAT                        |
| 163646 -          | 2002 VQ12                | 4 novembre 2002  | LONEOS                      |
| 163647 -          | 2002 VE25                | 5 novembre 2002  | Spacewatch                  |
| 163648 -          | 2002 VV25                | 5 novembre 2002  | LINEAR                      |
| 163649 -          | 2002 VR36                | 5 novembre 2002  | LONEOS                      |
| 163650 -          | 2002 VB46                | 5 novembre 2002  | LINEAR                      |
| 163651 -          | 2002 VO62                | 5 novembre 2002  | NEAT                        |
| 163652 -          | 2002 VQ68                | 7 novembre 2002  | LINEAR                      |
| 163653 -          | 2002 VK70                | 7 novembre 2002  | LINEAR                      |
| 163654 -          | 2002 VT73                | 7 novembre 2002  | LINEAR                      |
| 163655 -          | 2002 VH79                | 7 novembre 2002  | LINEAR                      |
| 163656 -          | 2002 VX85                | 11 novembre 2002 | LINEAR                      |
| 163657 -          | 2002 VB86                | 8 novembre 2002  | LINEAR                      |
| 163658 -          | 2002 VB87                | 8 novembre 2002  | LINEAR                      |
| 163659 -          | 2002 VX111               | 13 novembre 2002 | Spacewatch                  |
| 163660 -          | 2002 VQ116               | 13 novembre 2002 | NEAT                        |
| 163661 -          | 2002 VQ120               | 12 novembre 2002 | NEAT                        |
| 163662 -          | 2002 VR120               | 12 novembre 2002 | NEAT                        |
| 163663 -          | 2002 VV122               | 13 novembre 2002 | NEAT                        |
| 163664 -          | 2002 VD127               | 13 novembre 2002 | NEAT                        |
| 163665 -          | 2002 VN131               | 13 novembre 2002 | Hönig, S. F.                |
| 163666 -          | 2002 WD                  | 16 novembre 2002 | LINEAR                      |
| 163667 -          | 2002 WC1                 | 22 novembre 2002 | NEAT                        |
| 163668 -          | 2002 WF7                 | 24 novembre 2002 | NEAT                        |
| 163669 -          | 2002 WK8                 | 24 novembre 2002 | NEAT                        |
| 163670 -          | 2002 WL12                | 27 novembre 2002 | LONEOS                      |
| 163671 -          | 2002 WD13                | 30 novembre 2002 | LINEAR                      |
| 163672 -          | 2002 XO3                 | 2 dicembre 2002  | LINEAR                      |
| 163673 -          | 2002 XS7                 | 2 dicembre 2002  | LINEAR                      |
| 163674 -          | 2002 XP12                | 3 dicembre 2002  | NEAT                        |
| 163675 -          | 2002 XC31                | 6 dicembre 2002  | LINEAR                      |
| 163676 -          | 2002 XG62                | 11 dicembre 2002 | LINEAR                      |
| 163677 -          | 2002 XP62                | 11 dicembre 2002 | LINEAR                      |
| 163678 -          | 2002 XT65                | 12 dicembre 2002 | LINEAR                      |
| 163679 -          | 2002 XG84                | 14 dicembre 2002 | LINEAR                      |
| 163680 -          | 2002 XK84                | 14 dicembre 2002 | LINEAR                      |
| 163681 -          | 2002 XM101               | 5 dicembre 2002  | LINEAR                      |
| 163682 -          | 2002 XV109               | 6 dicembre 2002  | LINEAR                      |
| 163683 -          | 2002 YP2                 | 28 dicembre 2002 | LINEAR                      |
| 163684 -          | 2002 YX22                | 31 dicembre 2002 | LINEAR                      |
| 163685 -          | 2002 YK33                | 31 dicembre 2002 | LONEOS                      |
| 163686 -          | 2003 AM21                | 5 gennaio 2003   | LINEAR                      |
| 163687 -          | 2003 AC35                | 7 gennaio 2003   | LINEAR                      |
| 163688 -          | 2003 AC92                | 7 gennaio 2003   | LINEAR                      |
| 163689 -          | 2003 BG2                 | 25 gennaio 2003  | NEAT                        |
| 163690 -          | 2003 BJ7                 | 25 gennaio 2003  | NEAT                        |
| 163691 -          | 2003 BB43                | 28 gennaio 2003  | LINEAR                      |
| 163692 -          | 2003 CY18                | 9 febbraio 2003  | NEAT                        |
| 163693 Atira      | 2003 CP20                | 11 febbraio 2003 | LINEAR                      |
| 163694 -          | 2003 DP13                | 27 febbraio 2003 | NEAT                        |
| 163695 -          | 2003 EB7                 | 6 marzo 2003     | LONEOS                      |
| 163696 -          | 2003 EB50                | 10 marzo 2003    | LONEOS                      |
| 163697 -          | 2003 EF54                | 12 marzo 2003    | LINEAR                      |
| 163698 -          | 2003 EA62                | 7 marzo 2003     | Spacewatch                  |
| 163699 -          | 2003 FW9                 | 22 marzo 2003    | NEAT                        |
| 163700 -          | 2003 FP49                | 24 marzo 2003    | NEAT                        |

## 163701-163800
| Nome                 | Designazione provvisoria | Data di scoperta | Scopritore                     |
| -------------------- | ------------------------ | ---------------- | ------------------------------ |
| 163701 -             | 2003 FC53                | 25 marzo 2003    | NEAT                           |
| 163702 -             | 2003 FR72                | 26 marzo 2003    | NEAT                           |
| 163703 -             | 2003 FY82                | 27 marzo 2003    | NEAT                           |
| 163704 -             | 2003 FL100               | 31 marzo 2003    | LONEOS                         |
| 163705 -             | 2003 FR107               | 30 marzo 2003    | LINEAR                         |
| 163706 -             | 2003 FF108               | 29 marzo 2003    | LONEOS                         |
| 163707 -             | 2003 FS113               | 31 marzo 2003    | LINEAR                         |
| 163708 -             | 2003 FF117               | 24 marzo 2003    | Spacewatch                     |
| 163709 -             | 2003 FY118               | 26 marzo 2003    | LONEOS                         |
| 163710 -             | 2003 GK5                 | 1 aprile 2003    | LINEAR                         |
| 163711 -             | 2003 GH6                 | 2 aprile 2003    | LINEAR                         |
| 163712 -             | 2003 GB7                 | 1 aprile 2003    | LINEAR                         |
| 163713 -             | 2003 GW7                 | 2 aprile 2003    | NEAT                           |
| 163714 -             | 2003 GT23                | 5 aprile 2003    | Spacewatch                     |
| 163715 -             | 2003 HQ2                 | 21 aprile 2003   | CSS                            |
| 163716 -             | 2003 HA5                 | 24 aprile 2003   | LONEOS                         |
| 163717 -             | 2003 HC8                 | 24 aprile 2003   | LONEOS                         |
| 163718 -             | 2003 HJ21                | 26 aprile 2003   | Spacewatch                     |
| 163719 -             | 2003 HM21                | 26 aprile 2003   | Spacewatch                     |
| 163720 -             | 2003 HW25                | 25 aprile 2003   | Spacewatch                     |
| 163721 -             | 2003 HQ27                | 25 aprile 2003   | Spacewatch                     |
| 163722 -             | 2003 HC29                | 28 aprile 2003   | LINEAR                         |
| 163723 -             | 2003 HA39                | 29 aprile 2003   | LINEAR                         |
| 163724 -             | 2003 HY47                | 30 aprile 2003   | LINEAR                         |
| 163725 -             | 2003 HA52                | 30 aprile 2003   | NEAT                           |
| 163726 -             | 2003 HX54                | 24 aprile 2003   | CINEOS                         |
| 163727 -             | 2003 JV2                 | 1 maggio 2003    | NEAT                           |
| 163728 -             | 2003 JP3                 | 2 maggio 2003    | Spacewatch                     |
| 163729 -             | 2003 JQ7                 | 2 maggio 2003    | LINEAR                         |
| 163730 -             | 2003 JT15                | 6 maggio 2003    | Spacewatch                     |
| 163731 -             | 2003 KD                  | 20 maggio 2003   | Schwartz, M., Holvorcem, P. R. |
| 163732 -             | 2003 KP2                 | 22 maggio 2003   | LINEAR                         |
| 163733 -             | 2003 KJ4                 | 20 maggio 2003   | Schwartz, M., Holvorcem, P. R. |
| 163734 -             | 2003 KD6                 | 25 maggio 2003   | Spacewatch                     |
| 163735 -             | 2003 KN7                 | 25 maggio 2003   | Spacewatch                     |
| 163736 -             | 2003 KX10                | 26 maggio 2003   | Spacewatch                     |
| 163737 -             | 2003 KL16                | 26 maggio 2003   | NEAT                           |
| 163738 -             | 2003 KZ17                | 27 maggio 2003   | NEAT                           |
| 163739 -             | 2003 KE19                | 30 maggio 2003   | LINEAR                         |
| 163740 -             | 2003 LU2                 | 1 giugno 2003    | Broughton, J.                  |
| 163741 -             | 2003 LV3                 | 1 giugno 2003    | Broughton, J.                  |
| 163742 -             | 2003 MQ                  | 21 giugno 2003   | LINEAR                         |
| 163743 -             | 2003 MN3                 | 25 giugno 2003   | LINEAR                         |
| 163744 -             | 2003 MY3                 | 26 giugno 2003   | Broughton, J.                  |
| 163745 -             | 2003 MY8                 | 28 giugno 2003   | LINEAR                         |
| 163746 -             | 2003 MO11                | 25 giugno 2003   | LINEAR                         |
| 163747 -             | 2003 ND2                 | 2 luglio 2003    | LINEAR                         |
| 163748 -             | 2003 NM2                 | 3 luglio 2003    | Broughton, J.                  |
| 163749 -             | 2003 NR7                 | 9 luglio 2003    | CINEOS                         |
| 163750 -             | 2003 NO9                 | 2 luglio 2003    | LINEAR                         |
| 163751 -             | 2003 OQ                  | 20 luglio 2003   | Broughton, J.                  |
| 163752 -             | 2003 OC1                 | 22 luglio 2003   | LINEAR                         |
| 163753 -             | 2003 OZ4                 | 22 luglio 2003   | NEAT                           |
| 163754 -             | 2003 OD6                 | 21 luglio 2003   | CINEOS                         |
| 163755 -             | 2003 OG6                 | 22 luglio 2003   | NEAT                           |
| 163756 -             | 2003 OQ7                 | 25 luglio 2003   | NEAT                           |
| 163757 -             | 2003 OJ9                 | 23 luglio 2003   | NEAT                           |
| 163758 -             | 2003 OS13                | 29 luglio 2003   | LINEAR                         |
| 163759 -             | 2003 OV13                | 25 luglio 2003   | LINEAR                         |
| 163760 -             | 2003 OR14                | 22 luglio 2003   | NEAT                           |
| 163761 -             | 2003 OV14                | 22 luglio 2003   | NEAT                           |
| 163762 -             | 2003 OH20                | 25 luglio 2003   | Polishook, D.                  |
| 163763 -             | 2003 OD23                | 30 luglio 2003   | LINEAR                         |
| 163764 -             | 2003 OX27                | 24 luglio 2003   | NEAT                           |
| 163765 -             | 2003 OY27                | 24 luglio 2003   | NEAT                           |
| 163766 -             | 2003 OL28                | 24 luglio 2003   | NEAT                           |
| 163767 -             | 2003 PP2                 | 2 agosto 2003    | NEAT                           |
| 163768 -             | 2003 PS2                 | 2 agosto 2003    | NEAT                           |
| 163769 -             | 2003 PA4                 | 2 agosto 2003    | NEAT                           |
| 163770 -             | 2003 PX4                 | 3 agosto 2003    | NEAT                           |
| 163771 -             | 2003 PT8                 | 4 agosto 2003    | LINEAR                         |
| 163772 -             | 2003 PU12                | 2 agosto 2003    | NEAT                           |
| 163773 -             | 2003 QZ1                 | 19 agosto 2003   | CINEOS                         |
| 163774 -             | 2003 QZ3                 | 18 agosto 2003   | NEAT                           |
| 163775 -             | 2003 QR8                 | 20 agosto 2003   | Crni Vrh                       |
| 163776 -             | 2003 QL9                 | 20 agosto 2003   | CINEOS                         |
| 163777 -             | 2003 QJ13                | 22 agosto 2003   | NEAT                           |
| 163778 -             | 2003 QX16                | 21 agosto 2003   | CINEOS                         |
| 163779 -             | 2003 QQ19                | 22 agosto 2003   | NEAT                           |
| 163780 -             | 2003 QZ19                | 22 agosto 2003   | NEAT                           |
| 163781 -             | 2003 QA23                | 20 agosto 2003   | NEAT                           |
| 163782 -             | 2003 QZ26                | 22 agosto 2003   | NEAT                           |
| 163783 -             | 2003 QU33                | 22 agosto 2003   | NEAT                           |
| 163784 -             | 2003 QY36                | 22 agosto 2003   | LINEAR                         |
| 163785 -             | 2003 QJ37                | 22 agosto 2003   | NEAT                           |
| 163786 -             | 2003 QJ38                | 22 agosto 2003   | LINEAR                         |
| 163787 -             | 2003 QD39                | 22 agosto 2003   | NEAT                           |
| 163788 -             | 2003 QA40                | 22 agosto 2003   | LINEAR                         |
| 163789 -             | 2003 QS42                | 22 agosto 2003   | NEAT                           |
| 163790 -             | 2003 QE43                | 22 agosto 2003   | NEAT                           |
| 163791 -             | 2003 QW44                | 23 agosto 2003   | LINEAR                         |
| 163792 -             | 2003 QV45                | 23 agosto 2003   | LINEAR                         |
| 163793 -             | 2003 QM51                | 22 agosto 2003   | NEAT                           |
| 163794 -             | 2003 QE54                | 23 agosto 2003   | LINEAR                         |
| 163795 -             | 2003 QN57                | 23 agosto 2003   | LINEAR                         |
| 163796 -             | 2003 QU58                | 23 agosto 2003   | NEAT                           |
| 163797 -             | 2003 QF62                | 23 agosto 2003   | LINEAR                         |
| 163798 -             | 2003 QU64                | 23 agosto 2003   | LINEAR                         |
| 163799 -             | 2003 QR69                | 24 agosto 2003   | LINEAR                         |
| 163800 Richardnorton | 2003 QS69                | 26 agosto 2003   | Knöfel, A.                     |

## 163801-163900
| Nome          | Designazione provvisoria | Data di scoperta  | Scopritore                |
| ------------- | ------------------------ | ----------------- | ------------------------- |
| 163801 -      | 2003 QQ73                | 26 agosto 2003    | Mikuž, H.                 |
| 163802 -      | 2003 QG74                | 24 agosto 2003    | LINEAR                    |
| 163803 -      | 2003 QO79                | 26 agosto 2003    | LINEAR                    |
| 163804 -      | 2003 QQ88                | 25 agosto 2003    | LINEAR                    |
| 163805 -      | 2003 QX92                | 27 agosto 2003    | NEAT                      |
| 163806 -      | 2003 QJ94                | 28 agosto 2003    | NEAT                      |
| 163807 -      | 2003 QO100               | 28 agosto 2003    | NEAT                      |
| 163808 -      | 2003 QC104               | 31 agosto 2003    | NEAT                      |
| 163809 -      | 2003 QO105               | 31 agosto 2003    | NEAT                      |
| 163810 -      | 2003 QQ109               | 31 agosto 2003    | NEAT                      |
| 163811 -      | 2003 QH114               | 21 agosto 2003    | LINEAR                    |
| 163812 -      | 2003 RR1                 | 2 settembre 2003  | Broughton, J.             |
| 163813 -      | 2003 RW1                 | 2 settembre 2003  | LINEAR                    |
| 163814 -      | 2003 RB2                 | 3 settembre 2003  | NEAT                      |
| 163815 -      | 2003 RR2                 | 1 settembre 2003  | LINEAR                    |
| 163816 -      | 2003 RD4                 | 1 settembre 2003  | LINEAR                    |
| 163817 -      | 2003 RP5                 | 3 settembre 2003  | LINEAR                    |
| 163818 -      | 2003 RX7                 | 6 settembre 2003  | LONEOS                    |
| 163819 Teleki | 2003 RN8                 | 7 settembre 2003  | Sárneczky, K., Sipocz, B. |
| 163820 -      | 2003 RU9                 | 7 settembre 2003  | LINEAR                    |
| 163821 -      | 2003 RJ18                | 13 settembre 2003 | LONEOS                    |
| 163822 -      | 2003 RY21                | 14 settembre 2003 | NEAT                      |
| 163823 -      | 2003 RJ24                | 15 settembre 2003 | LONEOS                    |
| 163824 -      | 2003 SE5                 | 16 settembre 2003 | Spacewatch                |
| 163825 -      | 2003 SH5                 | 16 settembre 2003 | Spacewatch                |
| 163826 -      | 2003 SK6                 | 16 settembre 2003 | NEAT                      |
| 163827 -      | 2003 SF12                | 16 settembre 2003 | Spacewatch                |
| 163828 -      | 2003 SY21                | 16 settembre 2003 | LINEAR                    |
| 163829 -      | 2003 SZ21                | 16 settembre 2003 | LINEAR                    |
| 163830 -      | 2003 SB26                | 17 settembre 2003 | NEAT                      |
| 163831 -      | 2003 SB27                | 18 settembre 2003 | LINEAR                    |
| 163832 -      | 2003 SC27                | 18 settembre 2003 | LINEAR                    |
| 163833 -      | 2003 SE30                | 18 settembre 2003 | NEAT                      |
| 163834 -      | 2003 SM36                | 17 settembre 2003 | Spacewatch                |
| 163835 -      | 2003 SF41                | 17 settembre 2003 | NEAT                      |
| 163836 -      | 2003 SG41                | 17 settembre 2003 | NEAT                      |
| 163837 -      | 2003 SN41                | 17 settembre 2003 | NEAT                      |
| 163838 -      | 2003 ST41                | 16 settembre 2003 | NEAT                      |
| 163839 -      | 2003 ST45                | 16 settembre 2003 | LONEOS                    |
| 163840 -      | 2003 SG47                | 16 settembre 2003 | LONEOS                    |
| 163841 -      | 2003 SL51                | 18 settembre 2003 | NEAT                      |
| 163842 -      | 2003 SN55                | 16 settembre 2003 | LONEOS                    |
| 163843 -      | 2003 SP56                | 16 settembre 2003 | Spacewatch                |
| 163844 -      | 2003 SW57                | 16 settembre 2003 | Spacewatch                |
| 163845 -      | 2003 SP60                | 17 settembre 2003 | Spacewatch                |
| 163846 -      | 2003 SW63                | 17 settembre 2003 | CINEOS                    |
| 163847 -      | 2003 SF64                | 18 settembre 2003 | CINEOS                    |
| 163848 -      | 2003 SW65                | 18 settembre 2003 | LINEAR                    |
| 163849 -      | 2003 SG69                | 17 settembre 2003 | Spacewatch                |
| 163850 -      | 2003 SM79                | 19 settembre 2003 | Spacewatch                |
| 163851 -      | 2003 SK80                | 19 settembre 2003 | Spacewatch                |
| 163852 -      | 2003 SV81                | 16 settembre 2003 | LONEOS                    |
| 163853 -      | 2003 SW82                | 18 settembre 2003 | Spacewatch                |
| 163854 -      | 2003 SX83                | 18 settembre 2003 | NEAT                      |
| 163855 -      | 2003 SU86                | 17 settembre 2003 | LINEAR                    |
| 163856 -      | 2003 SP90                | 18 settembre 2003 | LINEAR                    |
| 163857 -      | 2003 SF91                | 18 settembre 2003 | NEAT                      |
| 163858 -      | 2003 SU93                | 18 settembre 2003 | Spacewatch                |
| 163859 -      | 2003 SK95                | 19 settembre 2003 | NEAT                      |
| 163860 -      | 2003 SS95                | 19 settembre 2003 | NEAT                      |
| 163861 -      | 2003 SK97                | 19 settembre 2003 | LINEAR                    |
| 163862 -      | 2003 SX98                | 19 settembre 2003 | NEAT                      |
| 163863 -      | 2003 SS101               | 20 settembre 2003 | NEAT                      |
| 163864 -      | 2003 SN102               | 20 settembre 2003 | LINEAR                    |
| 163865 -      | 2003 SB107               | 20 settembre 2003 | NEAT                      |
| 163866 -      | 2003 SE111               | 20 settembre 2003 | NEAT                      |
| 163867 -      | 2003 SM132               | 19 settembre 2003 | Spacewatch                |
| 163868 -      | 2003 SF134               | 18 settembre 2003 | NEAT                      |
| 163869 -      | 2003 SK136               | 19 settembre 2003 | CINEOS                    |
| 163870 -      | 2003 SG137               | 20 settembre 2003 | NEAT                      |
| 163871 -      | 2003 SE143               | 20 settembre 2003 | LINEAR                    |
| 163872 -      | 2003 SD146               | 20 settembre 2003 | NEAT                      |
| 163873 -      | 2003 SN147               | 20 settembre 2003 | NEAT                      |
| 163874 -      | 2003 SW147               | 21 settembre 2003 | NEAT                      |
| 163875 -      | 2003 SE162               | 19 settembre 2003 | CINEOS                    |
| 163876 -      | 2003 SM162               | 19 settembre 2003 | Spacewatch                |
| 163877 -      | 2003 SF163               | 19 settembre 2003 | Spacewatch                |
| 163878 -      | 2003 SH163               | 19 settembre 2003 | Spacewatch                |
| 163879 -      | 2003 SY168               | 23 settembre 2003 | NEAT                      |
| 163880 -      | 2003 SK169               | 23 settembre 2003 | NEAT                      |
| 163881 -      | 2003 SK170               | 23 settembre 2003 | NEAT                      |
| 163882 -      | 2003 SE173               | 18 settembre 2003 | LINEAR                    |
| 163883 -      | 2003 ST177               | 18 settembre 2003 | Crni Vrh                  |
| 163884 -      | 2003 SC179               | 19 settembre 2003 | LINEAR                    |
| 163885 -      | 2003 SN180               | 19 settembre 2003 | Spacewatch                |
| 163886 -      | 2003 SJ185               | 21 settembre 2003 | NEAT                      |
| 163887 -      | 2003 SL189               | 22 settembre 2003 | Spacewatch                |
| 163888 -      | 2003 SK191               | 18 settembre 2003 | Spacewatch                |
| 163889 -      | 2003 SS196               | 20 settembre 2003 | NEAT                      |
| 163890 -      | 2003 SC199               | 21 settembre 2003 | LONEOS                    |
| 163891 -      | 2003 SJ199               | 21 settembre 2003 | LONEOS                    |
| 163892 -      | 2003 SQ199               | 21 settembre 2003 | LONEOS                    |
| 163893 -      | 2003 SX201               | 26 settembre 2003 | Yeung, W. K. Y.           |
| 163894 -      | 2003 SM203               | 22 settembre 2003 | LONEOS                    |
| 163895 -      | 2003 SN205               | 24 settembre 2003 | NEAT                      |
| 163896 -      | 2003 SQ206               | 25 settembre 2003 | NEAT                      |
| 163897 -      | 2003 SP211               | 25 settembre 2003 | NEAT                      |
| 163898 -      | 2003 SN216               | 26 settembre 2003 | LINEAR                    |
| 163899 -      | 2003 SD220               | 29 settembre 2003 | LONEOS                    |
| 163900 -      | 2003 SD222               | 26 settembre 2003 | Yeung, W. K. Y.           |

## 163901-164000
| Nome     | Designazione provvisoria | Data di scoperta  | Scopritore      |
| -------- | ------------------------ | ----------------- | --------------- |
| 163901 - | 2003 SG222               | 27 settembre 2003 | Yeung, W. K. Y. |
| 163902 - | 2003 SW222               | 30 settembre 2003 | LINEAR          |
| 163903 - | 2003 SK223               | 29 settembre 2003 | Yeung, W. K. Y. |
| 163904 - | 2003 SX224               | 24 settembre 2003 | NEAT            |
| 163905 - | 2003 SW225               | 26 settembre 2003 | LINEAR          |
| 163906 - | 2003 SA226               | 26 settembre 2003 | LINEAR          |
| 163907 - | 2003 SD230               | 24 settembre 2003 | NEAT            |
| 163908 - | 2003 SU234               | 25 settembre 2003 | NEAT            |
| 163909 - | 2003 SM237               | 26 settembre 2003 | LINEAR          |
| 163910 - | 2003 SF238               | 27 settembre 2003 | Yeung, W. K. Y. |
| 163911 - | 2003 SA239               | 27 settembre 2003 | LINEAR          |
| 163912 - | 2003 SN245               | 26 settembre 2003 | LINEAR          |
| 163913 - | 2003 SP246               | 26 settembre 2003 | LINEAR          |
| 163914 - | 2003 SU247               | 26 settembre 2003 | LINEAR          |
| 163915 - | 2003 SO248               | 26 settembre 2003 | LINEAR          |
| 163916 - | 2003 SE252               | 26 settembre 2003 | LINEAR          |
| 163917 - | 2003 SH252               | 26 settembre 2003 | LINEAR          |
| 163918 - | 2003 SQ252               | 26 settembre 2003 | LINEAR          |
| 163919 - | 2003 SX259               | 28 settembre 2003 | Spacewatch      |
| 163920 - | 2003 SM272               | 27 settembre 2003 | LINEAR          |
| 163921 - | 2003 SK278               | 30 settembre 2003 | LINEAR          |
| 163922 - | 2003 SL282               | 19 settembre 2003 | LONEOS          |
| 163923 - | 2003 SW292               | 26 settembre 2003 | Crni Vrh        |
| 163924 - | 2003 SN293               | 27 settembre 2003 | LINEAR          |
| 163925 - | 2003 SC296               | 29 settembre 2003 | LONEOS          |
| 163926 - | 2003 SN299               | 29 settembre 2003 | LINEAR          |
| 163927 - | 2003 SO304               | 17 settembre 2003 | NEAT            |
| 163928 - | 2003 SY304               | 17 settembre 2003 | NEAT            |
| 163929 - | 2003 SF306               | 30 settembre 2003 | LINEAR          |
| 163930 - | 2003 SQ308               | 29 settembre 2003 | LONEOS          |
| 163931 - | 2003 SQ309               | 27 settembre 2003 | LINEAR          |
| 163932 - | 2003 SD310               | 28 settembre 2003 | LINEAR          |
| 163933 - | 2003 SG310               | 28 settembre 2003 | LINEAR          |
| 163934 - | 2003 SG311               | 29 settembre 2003 | LINEAR          |
| 163935 - | 2003 SG321               | 20 settembre 2003 | CINEOS          |
| 163936 - | 2003 TT11                | 14 ottobre 2003   | LONEOS          |
| 163937 - | 2003 TD12                | 14 ottobre 2003   | LONEOS          |
| 163938 - | 2003 TV17                | 15 ottobre 2003   | NEAT            |
| 163939 - | 2003 TA20                | 5 ottobre 2003    | LINEAR          |
| 163940 - | 2003 TK20                | 14 ottobre 2003   | NEAT            |
| 163941 - | 2003 TU58                | 5 ottobre 2003    | LINEAR          |
| 163942 - | 2003 UN                  | 16 ottobre 2003   | NEAT            |
| 163943 - | 2003 UF9                 | 18 ottobre 2003   | LINEAR          |
| 163944 - | 2003 UE12                | 20 ottobre 2003   | Clingan, R.     |
| 163945 - | 2003 UJ12                | 21 ottobre 2003   | Clingan, R.     |
| 163946 - | 2003 UC14                | 16 ottobre 2003   | LONEOS          |
| 163947 - | 2003 UW15                | 16 ottobre 2003   | LONEOS          |
| 163948 - | 2003 UH19                | 20 ottobre 2003   | Spacewatch      |
| 163949 - | 2003 UN21                | 17 ottobre 2003   | LONEOS          |
| 163950 - | 2003 UN22                | 23 ottobre 2003   | Young, J. W.    |
| 163951 - | 2003 UP22                | 23 ottobre 2003   | Spacewatch      |
| 163952 - | 2003 UN28                | 19 ottobre 2003   | Spacewatch      |
| 163953 - | 2003 UC36                | 16 ottobre 2003   | NEAT            |
| 163954 - | 2003 UA37                | 16 ottobre 2003   | NEAT            |
| 163955 - | 2003 US40                | 16 ottobre 2003   | LONEOS          |
| 163956 - | 2003 UV45                | 18 ottobre 2003   | Spacewatch      |
| 163957 - | 2003 UY48                | 16 ottobre 2003   | LONEOS          |
| 163958 - | 2003 UY55                | 24 ottobre 2003   | McClusky, J. V. |
| 163959 - | 2003 UF63                | 16 ottobre 2003   | NEAT            |
| 163960 - | 2003 UX63                | 16 ottobre 2003   | LONEOS          |
| 163961 - | 2003 UD68                | 16 ottobre 2003   | Spacewatch      |
| 163962 - | 2003 US77                | 17 ottobre 2003   | Spacewatch      |
| 163963 - | 2003 UO80                | 16 ottobre 2003   | Spacewatch      |
| 163964 - | 2003 UR81                | 16 ottobre 2003   | NEAT            |
| 163965 - | 2003 UT82                | 19 ottobre 2003   | NEAT            |
| 163966 - | 2003 UJ86                | 18 ottobre 2003   | NEAT            |
| 163967 - | 2003 UV88                | 19 ottobre 2003   | LONEOS          |
| 163968 - | 2003 UV99                | 19 ottobre 2003   | NEAT            |
| 163969 - | 2003 UA100               | 19 ottobre 2003   | NEAT            |
| 163970 - | 2003 UW101               | 20 ottobre 2003   | LINEAR          |
| 163971 - | 2003 UQ102               | 20 ottobre 2003   | Spacewatch      |
| 163972 - | 2003 UF106               | 18 ottobre 2003   | Spacewatch      |
| 163973 - | 2003 UL107               | 19 ottobre 2003   | Spacewatch      |
| 163974 - | 2003 UC109               | 19 ottobre 2003   | NEAT            |
| 163975 - | 2003 UB110               | 19 ottobre 2003   | Spacewatch      |
| 163976 - | 2003 UN111               | 20 ottobre 2003   | NEAT            |
| 163977 - | 2003 UY111               | 20 ottobre 2003   | LINEAR          |
| 163978 - | 2003 UU115               | 20 ottobre 2003   | NEAT            |
| 163979 - | 2003 UF116               | 21 ottobre 2003   | LINEAR          |
| 163980 - | 2003 UC118               | 17 ottobre 2003   | LONEOS          |
| 163981 - | 2003 UY120               | 18 ottobre 2003   | Spacewatch      |
| 163982 - | 2003 UK127               | 21 ottobre 2003   | Spacewatch      |
| 163983 - | 2003 UK129               | 18 ottobre 2003   | NEAT            |
| 163984 - | 2003 UC132               | 19 ottobre 2003   | LONEOS          |
| 163985 - | 2003 UM134               | 20 ottobre 2003   | NEAT            |
| 163986 - | 2003 UV134               | 20 ottobre 2003   | NEAT            |
| 163987 - | 2003 UK138               | 21 ottobre 2003   | LINEAR          |
| 163988 - | 2003 UQ142               | 18 ottobre 2003   | LONEOS          |
| 163989 - | 2003 UD147               | 18 ottobre 2003   | LONEOS          |
| 163990 - | 2003 UN147               | 18 ottobre 2003   | LONEOS          |
| 163991 - | 2003 UR147               | 18 ottobre 2003   | Spacewatch      |
| 163992 - | 2003 UZ147               | 18 ottobre 2003   | NEAT            |
| 163993 - | 2003 UR148               | 19 ottobre 2003   | Spacewatch      |
| 163994 - | 2003 UT149               | 20 ottobre 2003   | LINEAR          |
| 163995 - | 2003 UO150               | 20 ottobre 2003   | Spacewatch      |
| 163996 - | 2003 UT150               | 21 ottobre 2003   | Spacewatch      |
| 163997 - | 2003 UK163               | 21 ottobre 2003   | LINEAR          |
| 163998 - | 2003 UL164               | 21 ottobre 2003   | LINEAR          |
| 163999 - | 2003 UR165               | 21 ottobre 2003   | Spacewatch      |
| 164000 - | 2003 UH167               | 22 ottobre 2003   | LINEAR          |